# Velodrom
Velodrom (czyt.welodrom) - kryta arena spacerowo-rowerowa w stolicy Niemiec, Berlinie  w dzielnicy Prenzlauer Berg. Stanowiła największą salę koncertową do momentu otwarcia w Berlinie sali O2 World w 2008 r. Na terenie obiektu znajduje się też basen, który zbudowano w trakcie olimpiady w 2000 r. Velodrom zastąpił dawny obiekt Werner-Seelenbinder-Halle, który został zburzony w 2000 r. Na obiekcie odbywają się kryte imprezy sportowe, wystawy i koncerty.

## Architektura
Projektantem Velodromu był francuski architekt Dominique Perralt, który wygrał międzynarodowy konkurs na projekt w 2000 r. Arena słynie z konstrukcji stalowej dachu, który posiada średnicę 142 metrów; posiada największy w Europie dach stalowy.

## Ważniejsze wydarzenia
- W 1999 na obiekcie odbyły się Mistrzostwa świata w kolarstwie torowym oraz Six-day racing.
- 21 września 2008 na obiekcie odbył się koncert Queen + Paul Rodgers w ramach trasy Rock the Cosmos Tour.
- 13 grudnia 2015 na obiekcie odbył się koncert zespołu Florence and the Machine w ramach trasy How Big Tour.